# Día de las Enfermedades Raras
El Día de las Enfermedades Raras es una jornada conmemorativa que se celebra anualmente el último día de febrero desde 2008, establecida por la Organización Europea para las Enfermedades Raras (EURORDIS) en ese mismo año.

## Proclamación
El Día de las Enfermedades Raras fue instaurado en 2008 por EURORDIS, con el objetivo de concienciar sobre las enfermedades raras y mejorar el acceso al tratamiento y representación médica para los afectados y sus familias. La elección de la fecha busca destacar la naturaleza excepcional de estas afecciones. Este día responde a la necesidad de atención hacia la insuficiencia de tratamientos específicos y la falta de redes de apoyo. Desde 2009, la Organización Nacional para los Trastornos Raros (NORD) en Estados Unidos ha tenido un rol significativo en la promoción y apoyo de esta causa.

## Celebración
La elección del último día de febrero está en sintonía con las enfermedades raras, habiendo sido elegido para maximizar la visibilidad de las campañas. 2008 supuso el inicio de las celebraciones  y contó con la participación de países europeos y Canadá, coincidiendo con el 25 aniversario de la aprobación del "Reglamento sobre medicamentos huérfanos" en Estados Unidos. Desde 2009, el evento se globalizó, con participación en países de todos los continentes,y con soporte de plataformas como Discovery Channel y el programa Mystery Diagnosis. En 2013, el Ministerio de Sanidad español declaró ese año como el Año de las enfermedades raras.

## Ediciones
| Año  | Tema                                                        | Lema                                                             | n.º países |
| ---- | ----------------------------------------------------------- | ---------------------------------------------------------------- | ---------- |
| 2008 | Las enfermedades raras como prioridad de Salud Pública      | In día raro para personas muy especiales                         | 18         |
| 2009 | Enfermedades raras: Una prioridad de Salud Pública          | Atención al paciente: ¡Un asunto público!                        | 28         |
| 2010 | Uniendo pacientes e investigadores                          | Pacientes e investigadores: ¡Socios de por vida!                 | 45         |
| 2011 | Enfermedades raras y desigualdad de salud                   | Raro pero igual                                                  | 55         |
| 2012 | Solidaridad                                                 | Raros pero fuertes juntos                                        | 63         |
| 2013 | Solidaridad                                                 | Trastornos raros sin fronteras                                   | 71         |
| 2014 | Cuidado                                                     | ¡Unase para una mejor atención!                                  | 84         |
| 2015 | Vivir con una enfermedad rara                               | Día a día, de la mano                                            | >80        |
| 2016 | Voz del paciente                                            | Únase a nosotros para hacer oír la voz de las enfermedades raras | 85         |
| 2017 | Investigación                                               | Con la investigación, las posibilidades son ilimitadas           | 94         |
| 2018 | Investigación                                               | Muestra tu rareza. Mostrar que te importa                        | >90        |
| 2019 | Uniendo la asistencia sanitaria y social                    | Muestra tu rareza. Mostrar que te importa                        | 101        |
| 2020 | Equidad                                                     | Raros son muchos. Lo raro es fuerte. ¡Raro está orgulloso!       | >100       |
| 2021 | Equidad                                                     | Raros son muchos. Lo raro es fuerte. ¡Raro está orgulloso!       | >100       |
| 2022 | Equidad                                                     | ¡Comparte tus colores!                                           | >100       |
| 2023 | Nuestra comunidad global se une por un mundo más equitativo | Diagnóstico erróneo, desigualdad en el tratamiento y aislamiento |            |
| 2024 | Día de las Enfermedades Raras 2024                          | ¡Comparte tus colores!                                           | 106        |
| 2025 | Día de las Enfermedades Raras 2025                          | Más de lo que puedas imaginar                                    | 106        |